# Arvaniten

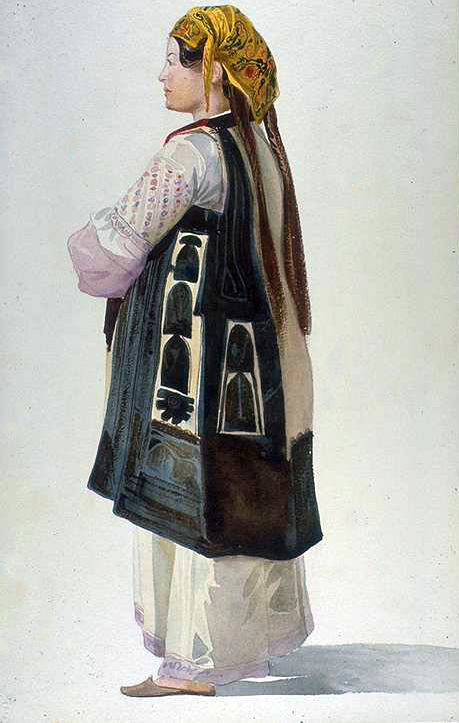
Charles Gleyre: Albanische Bäuerin, Athen (1834; Museum of Fine Arts, Boston)

Die Arvaniten (griechisch Αρβανίτες Arvanítes; arvanitisch Αρbε̰ρεσ̈ε̰ Arbëreshë) sind eine bilinguale und kulturell eigenständige Bevölkerungsgruppe in Griechenland, deren Angehörige albanischstämmig sind und teilweise noch einen archaischen toskischen Dialekt der albanischen Sprache sprechen. Traditionell und historisch sind die Arvaniten orthodoxe Christen und gehören der Kirche von Griechenland an.
Indem sie sich als Teil der griechischen Nation sahen, spielten sie bei der Nationenbildung eine herausragende Rolle. So stellten sie während der Griechischen Revolution von 1821 bis 1829 eine Vielzahl an Soldaten und militärischer Befehlshaber, wie Andreas Miaoulis (1769–1835), Laskarina Bouboulina (1771–1825) und andere. Auch arvanitische Intellektuelle und Geistliche beteiligten sich aktiv an der Gestaltung und Modernisierung Griechenlands. Sie sind integraler Bestandteil der modernen griechischen Nation. Zwar sind sie sich ihrer Eigenständigkeit bewusst, aber die meisten Arvaniten sehen sich als Griechen und sind oftmals kaum von anderen Griechen zu unterscheiden.

## Volksbezeichnung
Die Volksbezeichnung stammt von byzantinischen Chronisten, welche die aus Arvanon stammende Volksgruppe der Arvaniten (altgriechisch Ἀρβανίται Arvanítai) erstmals genannt haben. Der neuzeitliche albanische Name des Staates Albanien und die zugehörige Volksbezeichnung – Shqipëri / Shqipëria und Shqiptarë / Shqiptarët (jeweils unbestimmte und bestimmte Form) – waren diesen Siedlern des Mittelalters nicht bekannt.
Von den Arvaniten zu unterscheiden sind die Çamen, die über ein albanisches Nationalbewusstsein verfügen und mehrheitlich muslimisch sind – die Arvaniten bekennen sich hingegen traditionell zum orthodoxen Christentum. Auch von den Arvaniten zu unterscheiden sind die ebenfalls christlich-orthodoxen Soulioten, die sich ebenfalls an der griechischen Nationenbildung beteiligten, aber kulturell und geographisch den Çamen näher waren. Eine vierte albanische Gruppe stellen Migranten aus Albanien dar, die ab den 1990er Jahren nach Griechenland einwanderten.

## Verbreitung

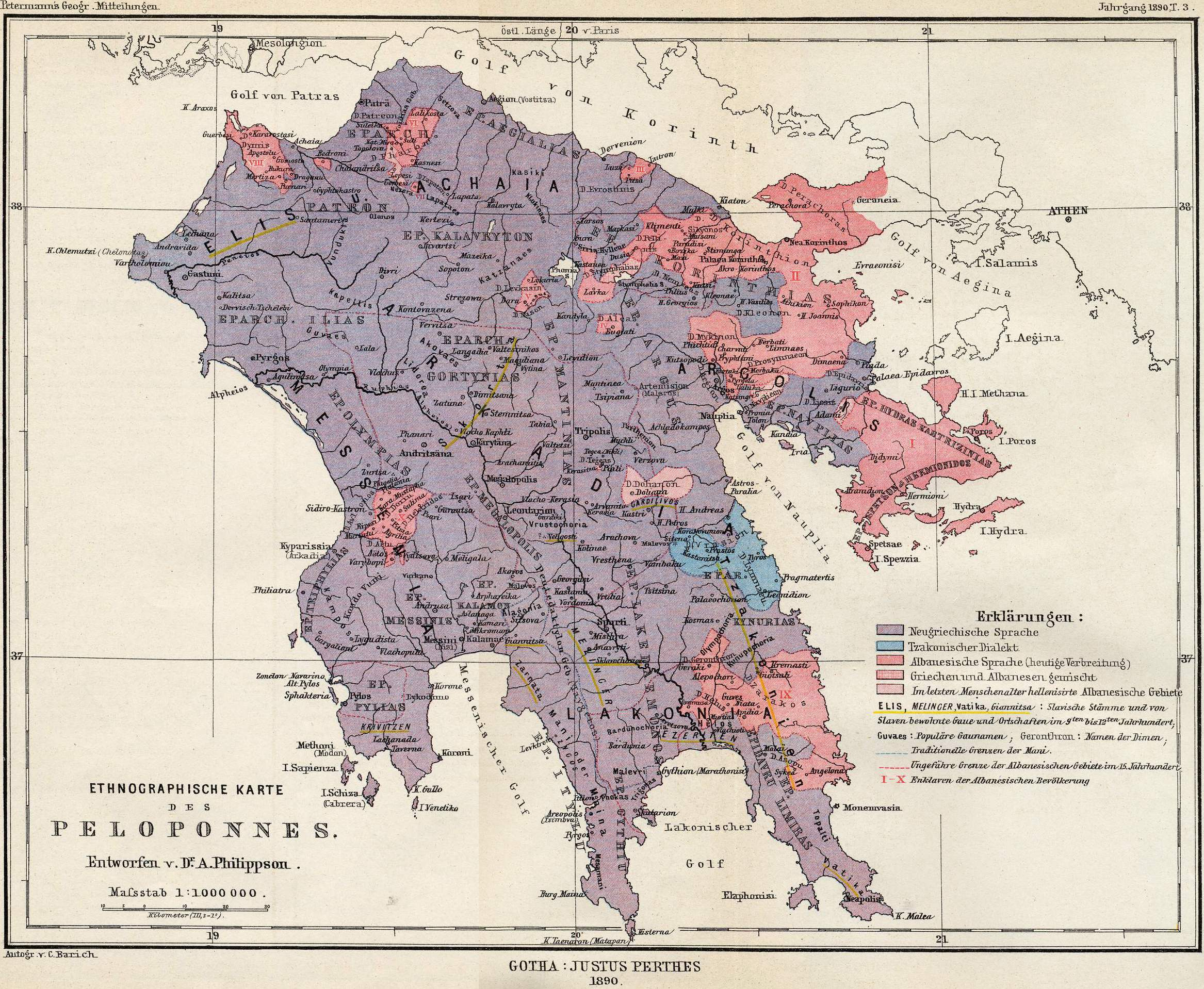
Ethnographische Karte der Peloponnes von 1890: Mehrheitlich von Arvaniten bewohnte Gebiete sind rosa gefärbt.

Nach den Kriterien des Sprachgebrauchs leben in Griechenland schätzungsweise zwischen 25.000 und 200.000 Arvaniten. Die meisten Arvaniten leben im südlichen Griechenland und auf einigen Ägäisinseln, der Peloponnes, weiterhin im Dreiländereck in Thrakien, sowie in Epirus.
Eine Volkszählung im damaligen Griechenland soll 1879 ergeben haben, dass etwa 225.000 Arvaniten auf der Peloponnes, in Zentralgriechenland, auf Euböa und auf Andros lebten. Damals besaß Griechenland eine Gesamtbevölkerung von etwa 1,6 Millionen Einwohnern. Hydra und Spetses, die als „traditionell arvanitisch“ galten, waren bei dieser Volkszählung jedoch nicht berücksichtigt.

## Siedlungsgeschichte

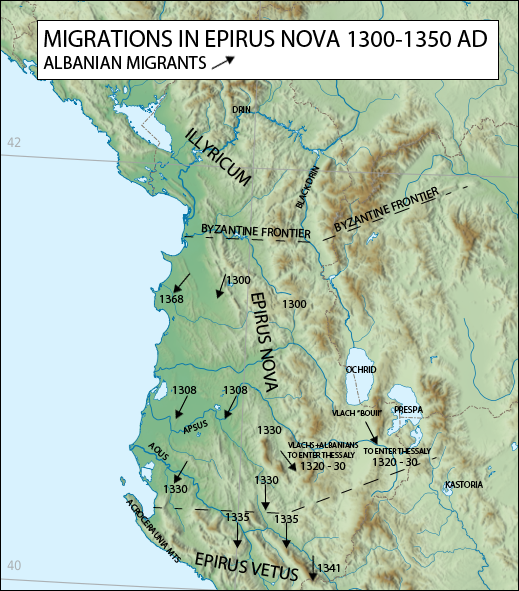
Mögliche Wanderungsbewegungen albanischer Volksgruppen von Nordalbanien Richtung Süden zwischen 1300 und 1350, nach N. G. L. Hammond

Im Laufe des 14. und 15. Jahrhunderts begannen albanische Stämme, sich aus ihren Heimatgebieten in Epirus und in den Bergen von Pindos in südöstliche Regionen auszubreiten. Im Zeitraum vom 14. bis zum 15. Jahrhundert zogen albanische Stämme in kleinen Gruppen nach Thessalien, Euböa, Korinth, Attika und Morea. Dort durften sie, nachdem sie eine Zeit lang nomadisch gelebt hatten, eigene Kolonien (katun) gründen, von denen noch etwa 900 erhalten sind. Die Griechen gaben den Arvaniten ihren Namen. Selber nannten sie sich „Arbërore“, was Albaner bedeutet.
Die erste albanische Ansiedlung in der historischen Region Thessalien lässt sich auf das Ende des 13. und den Beginn des 14. Jahrhunderts datieren. Insbesondere während der italienischen Herrschaft der Orsini (1318–1359) wanderten viele Albaner aus Epirus aufgrund von internen Konflikten, Massakern und Vertreibungen durch die Täler des Pindosgebirges nach Thessalien aus. Von Thessalien aus wurden die Albanischen Stämme, wie die Malacassi, Bua und Messariti, von den katalanischen Herrschern des Herzogtums Athen nach Lokris, Böotien und Attika eingeladen.
Sie waren als Bauern ebenso gefragt wie als Söldner für die Truppen des Herzogs von Athen, des Despoten von Morea und anderer Fürsten. Aber auch in eigener Regie ließen sich albanische Stämme in den durch die ständigen Kriege nur noch dünn besiedelten Regionen Thessalien, Böotien, Attika, Süd-Euböa, Korinth, Argolis, West-Lakonien (beide auf der Peloponnes) und auf vielen Inseln der Saronen und Kykladen in der Ägäis nieder. Sie siedelten dort in eigenen Dörfern. Der Zustrom hielt bis ins 15. Jahrhundert an. Um das Jahr 1400 wurde die Zahl der Albaner (Arvaniten) in Morea auf etwa 10.000 geschätzt. 1450 stieg diese Zahl auf 30.000 an. Die orthodoxen Tosken, die sich in Mittel- und Südgriechenland angesiedelt hatten, verloren schon bald den Kontakt zu ihren Ursprungsgebieten. Sie lebten inmitten der Griechen. In ihren Dörfern sprachen sie bis ins 20. Jahrhundert hinein albanische Dialekte, die allerdings im Laufe der Zeit immer mehr griechische Elemente aufnahmen. Ein Teil der Arvaniten floh Ende des 15. Jahrhunderts vor den auf dem Balkan vorrückenden Osmanen nach Süditalien und Sizilien und verstärkte die dort entstandenen albanischen Emigrantengemeinden der sogenannten Arbëresh.
Seit dem 18. Jahrhundert nahmen die Arvaniten an der Herausbildung der modernen griechischen Nation und am Befreiungskampf gegen die Osmanen aktiv Anteil. Ihre christlich-orthodoxe Identität ging wie bei den Griechen in ein modernes Nationalbewusstsein über. Seit der Gründung des griechischen Staates und infolge innenpolitischer wie außenpolitischer Konflikte (auch mit Albanien) waren die arvanitischen Dialekte wenig angesehen, und im Laufe der Zeit wechselten die meisten Arvaniten zur griechischen Sprache. Dieser Prozess beschleunigte sich nach dem Zweiten Weltkrieg durch Landflucht und Urbanisierung. So sind nur noch Reste des Arvanitika erhalten. Vor allem in der Folklore werden noch alte Traditionen und Bräuche gepflegt.

## Medien
Am 29. September 1879 veröffentlichte Anastas Kullurioti (1822–1887) die erste Ausgabe der Wochenzeitung I foni tis Alvanias (Zëri i Shqipërisë) in Athen. Sie erschien hauptsächlich auf Griechisch und teilweise auf Albanisch und sympathisierte mit der albanischen Nationalbewegung Rilindja. Am 23. August 1880 wurde Kullurioti von der griechischen Regierung zur Schließung der Wochenzeitung gezwungen. 1884 folgten aus seiner Feder verschiedene publizistische Texte und die einmalige Broschüre Polemika shqiptare. Am 4. Juni desselben Jahres gründete Kullurioti den albanisch-patriotischen Verein Oi Alvanio Vllamidhes (Shqiptarët vëllezër).

## Sprache

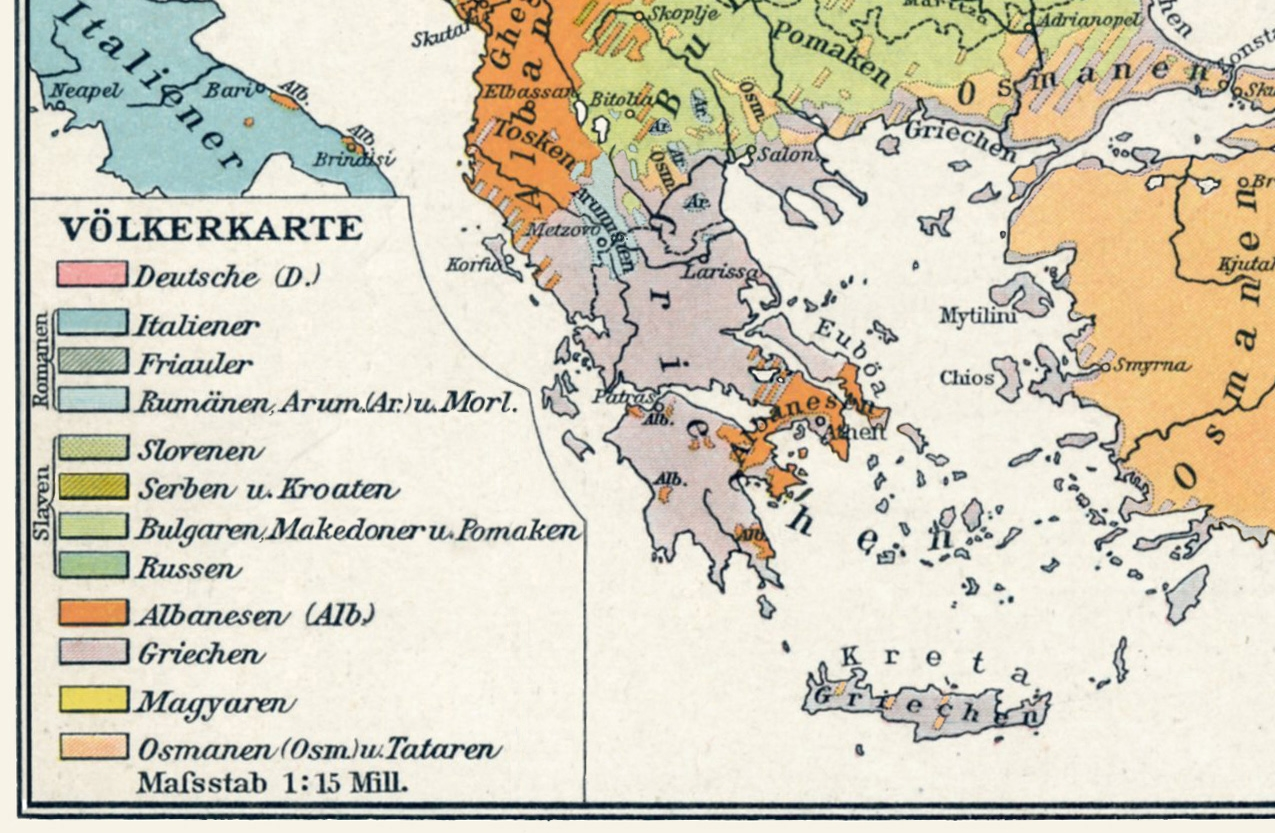
Ethnographische Karte Griechenlands von 1908: Mehrheitlich von albanischstämmigen bewohnte Gebiete sind dunkelorange gefärbt.

Arvanitika (griechisch αρβανίτικα arvanítika) heißt der in Griechenland nur noch begrenzt gesprochene albanische Dialekt. Er gehört zum toskischen Subdialekt des Albanischen und hat auf sämtlichen Sprachebenen beträchtliche Einflüsse von verschiedenen griechischen Dialekten bekommen. Arvanitika ist die griechische Bezeichnung der Sprache, die mittlerweile auch von den Sprechern selbst übernommen wurde. Die eigene Sprachbezeichnung arbërisht wird kaum mehr gebraucht.
Das Arvanitika gilt als eine der bedrohten Sprachen Europas. Der rasante Rückgang der Sprecher nach dem Zweiten Weltkrieg und noch stärker nach den 1970er Jahren ist auf verschiedene sozioökonomische Gründe und nicht zuletzt auf den negativen Status in der griechischen Gesellschaft einschließlich der Sprachgemeinschaften selbst zurückzuführen.

### Schrift
Im 19. Jahrhundert wurde das albanisch-griechische Alphabet, eine Erweiterung des griechischen Alphabets, in verschiedenen Varianten verwendet. Mittlerweile wird das moderne lateinschriftliche albanische Alphabet genutzt.

## Berühmte Arvaniten
- Andreas Miaoulis (1769–1835), Admiral
- Laskarina Bouboulina (1771–1825), Teilnehmerin der griechischen Revolution
- Georgios Koundouriotis (1782–1858), Politiker und Ministerpräsident Griechenlands
- Antonios Kriezis (1796–1865), Politiker und ehemaliger Ministerpräsident Griechenlands
- Dimitrios Voulgaris (1802–1877), Politiker und ehemaliger Ministerpräsident Griechenlands
- Athanasios Miaoulis (1815–1867), Politiker und ehemaliger Ministerpräsident Griechenlands
- Anastas Kullurioti (1822–1887), Didaktiker, Publizist, Journalist und politischer Aktivist der albanischen Nationalbewegung
- Pavlos Koundouriotis (1855–1935), Admiral, zweifacher Vizekönig und Staatspräsident Griechenlands
- Alexandros Diomidis (1875–1950), Politiker und von 1949 bis 1950 Ministerpräsident
- Theodoros Pangalos (1878–1952), General der griechischen Armee und Politiker
- Nikos Engonopoulos (1907–1985), Maler und Dichter
- Hieronymos II. (* 1938), griechisch-orthodoxer Geistlicher, seit 2008 Erzbischof von Athen und Oberhaupt der autokephalen orthodoxen Kirche von Griechenland
- Theodoros Pangalos (1938–2023), Politiker und von 2009 bis 2012 stellvertretender Ministerpräsident